# Mount Fernie
Mount Fernie ist ein 2210 m (nach anderen Quellen 2180 m) hoher Gipfel in den Southern Continental Ranges, einer Teilkette der kanadischen Rocky Mountains, in British Columbia.
Er liegt auf einem Bergkamm nördlich der Stadt Fernie und flankiert das Flusstal des Elk River nach Norden hin. Mount Fernie lässt sich auf einer einfachen Route ohne steile und anspruchsvolle Abschnitte besteigen. Der Mount Fernie Provincial Park befindet sich am Fuß des Berges.